# Les Touches-de-Périgny
Les Touches-de-Périgny là một xã trong tỉnh Charente-Maritime trong vùng Nouvelle-Aquitaine, tây nam nước Pháp. Xã Les Touches-de-Périgny nằm ở khu vực có độ cao trung bình 85 mét trên mực nước biển.